# Arrest Van Riemsdijk/Autop
Het Van Riemsdijk/Autop (HR 20 februari 2009, NJ 2009/335) is een arrest van de Hoge Raad waarin de zorgplicht van de werkgever - en daarmee diens werkgeversaansprakelijkheid - centraal staat.

## Casus
De eiser tot cassatie (Van Riemsdijk) is als chauffeur werknemer in dienst van verweerder in cassatie (Autop (Roermond)). Na een opdracht is hij gaan tanken, omdat er nog maar weinig diesel in de tank van de vrachtauto zat. Op het (onbemande) tankstation is hij ten val gekomen en heeft hij zijn pols gebroken en heeft daar op lange termijn last van gehouden. Hij spreekt zijn werkgever aan: de val is veroorzaakt doordat zijn schoenzolen glad zijn geworden en dat is het gevolg van het feit dat het tankstation sterk vervuild is. Volgens eiser moet de werkgever worden aangesproken, omdat het tanken gebeurde in het vervullen van de taak die hij, eiser, als werknemer op zich nam.

## Procesgang
De eiser baseert zijn schadevordering op artikel 7:658 BW (de werkgever moet voorkomen dat de werknemer schade lijdt bij het uitoefenen van de werkzaamheden) en subsidiair op artikel 7:611 BW (goed werkgeverschap). De werkgever was op de hoogte van de omstandigheden op het tankstation en heeft toch geen maatregelen getroffen. De kantonrechter (Rechtbank Roermond) wijst de vordering af.
Het Gerechtshof (’s-Hertogenbosch) bekrachtigt het vonnis. Het stelt dat de werkgever wist dat het tankstation "nu bepaald niet doorlopend een toonbeeld van properheid was te noemen" en dat sprake was van "minder schone omstandigheden", maar dat de werknemer een ervaren beroepschauffeur is die redelijkerwijs kan weten welke gevaren er zijn als er diesel wordt gemorst bij het tanken (en dat dit van algemene bekendheid is), dat de werknemer de situatie kende en dat de werkgever in casu geen concrete opdracht om daar te tanken had gegeven. De Hoge Raad neemt dit oordeel over.

## Rechtsoverwegingen
Het hof overweegt:

[...] de vraag [dient] te worden gesteld en beantwoord of die omstandigheden, die Autop kende, aanleiding hadden dienen te zijn voor Autop om chauffeurs zoals Van Riemsdijk daar niet meer te laten tanken op straffe van het schenden van de zorgplicht als werkgever. Naar het oordeel van het hof is dat niet het geval. Van Riemsdijk is een ervaren beroepschauffeur, die redelijkerwijs op de hoogte kan zijn van de gevolgen van het knoeien met diesel bij het aftanken van vrachtauto's. Dat er met enige regelmaat geknoeid wordt op tankstations is van algemene bekendheid, zodat de aanwezigheid van diesel op de vloer van het tankstation niet als een verrassing kan worden aangemerkt. Van Riemsdijk kende voorts de situatie ter plaatse en onder die omstandigheden mocht van hem de vereiste voorzichtigheid worden verlangd en kon het afglijden van een treeplank doordat zich een vettige substantie onder een schoenzool bevond veeleer verklaard worden door eigen onoplettendheid. Daaraan doet niet af dat Autop de mogelijkheid had om door een instructie zo veel mogelijk te voorkomen dat haar chauffeurs nog op het betreffende tankstation brandstof zouden innemen, nu die enkele mogelijkheid om aldus enige invloed uit te oefenen op de omstandigheden op en rond het betreffende tankstation op zich onvoldoende is om aansprakelijkheid aan te nemen voor de gevolgen van de val van Van Riemsdijk. Daartoe is de gestelde gevaarzetting te beperkt van omvang te achten, nog daargelaten dat Van Riemsdijk indien hij de situatie op dat moment te smerig vond om te tanken, hij de mogelijkheid had om ook elders in de buurt brandstof te tanken. Daaraan doet niet af dat Autop kennelijk de chauffeurs van vrachtwagens en bestelauto's bij voorkeur bij dit tankstation diesel liet tanken. Van een opdracht om daar onder alle omstandigheden te tanken is niet gebleken en Van Riemsdijk heeft daartoe overigens ook geen bewijs aangeboden. Een schending van de zorgplicht als bedoeld in artikel 7:658 BW valt onder deze omstandigheden derhalve niet aan te nemen.

De advocaat-generaal stelt dat er nog wat onduidelijkheden in de uitspraak van het hof liggen. Bovendien meent hij dat er nu te veel risico’s gedragen worden door de werknemer:

Men behoeft geen aanhanger van Marx' gedachtegoed te zijn om in te zien dat er iets wringt in een stelsel waarin kosten van allerhande bedrijfsverzekeringen tegen machinebreuk, brand, diefstal en wat dies meer zij volstrekt normaal worden gevonden, maar waarin de stormbal wordt gehesen wanneer het gaat om verzekeringen die de schade van (ernstig) getroffen werknemers moeten vergoeden..

De Hoge Raad sluit zich hierbij niet aan en verwerpt het beroep.

## Conclusie
Het arrest van het Gerechtshof wordt door de Hoge Raad bekrachtigd.